# Izquierda Unida Los Verdes-Convocatoria por Andalucía
Izquierda Unida Los Verdes-Convocatoria por Andalucía (IULV-CA) es una federación de partidos española, siendo la federación colegiada a Izquierda Unida en Andalucía.

## Historia
IULV-CA nace en 1984 bajo el nombre de Convocatoria por Andalucía, tras un proceso de apertura puesto en marcha por el Partido Comunista de Andalucía a través del Manifiesto de las Amapolas, que planteaba la construcción de un programa alternativo para transformar Andalucía. Este programa buscó compaginar las aspiraciones más profundas del pueblo andaluz, uniendo así la lucha de clases con la identidad andaluza para fusionarlo en un mismo objetivo. En 1986, y siguiendo el ejemplo andaluz, nacía Izquierda Unida, convirtiéndose Convocatoria por Andalucía en su federación andaluza, e integrándose en ella las organizaciones territoriales andaluzas de los partidos que formaban parte de Izquierda Unida.
Tras las elecciones andaluzas de 2012, IULV-CA firmó un pacto de gobierno con el PSOE-A, lo que le permitió por primera vez formar parte del gobierno de la Junta de Andalucía. En junio de 2013, tras la celebración de su XIX Asamblea, Antonio Maíllo fue elegido coordinador general, teniendo la organización 8907 afiliados, cifra que rondaba los 6800 militantes y 13 000 simpatizantes para 2017.

### Adelante Andalucía y Por Andalucía
Con el precedente de la formación de Unidos Podemos como coalición de Izquierda Unida, Podemos y Equo para las elecciones generales de 2016, IULV-CA comenzó a trabajar en 2017 en una hoja de ruta común con Podemos Andalucía en el Parlamento de Andalucía, consistente en hacer una oposición frontal al PSOE-A y a la presidenta de la Junta de Andalucía en aquel entonces, Susana Díaz, quien gobernaba gracias a un pacto con Ciudadanos desde las elecciones andaluzas de 2015. Este proceso de oposición conjunta llevó, tras la suma de diversos partidos de corte nacionalista andaluz como Primavera Andaluza e Izquierda Andalucista, a la creación de la coalición Adelante Andalucía de cara las elecciones al Parlamento de Andalucía de 2018, en las que IULV-CA obtuvo 6 de los 17 diputados de la coalición en el Parlamento de Andalucía. Durante 2019 se constituyeron proyectos de Adelante a nivel municipal, presentándose a las elecciones municipales en la mayoría de ciudades de Andalucía. Ese mismo año, Maíllo se retira de la política y le sustituye Toni Valero al frente de la formación.

Tras la ruptura de Anticapitalistas con Podemos a principios de 2020, se produjeron una serie de tensiones en el seno de Adelante Andalucía que llevaron a una ruptura parlamentaria de la formación, al ser expulsados en octubre 8 miembros de la coalición, entre ellas Teresa Rodríguez. Los diputados expulsados, que tras varias bajas más llegaron a ser 11, pasaron al grupo de No Adscritos y, en 2021, el Grupo Parlamentario de Adelante Andalucía (ahora formado por 6 diputados de IULV-CA con el apoyo externo de Podemos Andalucía y Alianza Verde Andalucía) cambió su nombre por el de Unidas Podemos por Andalucía, al considerar que se había producido una usurpación de su nombre anterior.
De cara a las elecciones al Parlamento de Andalucía de 2022, las tres formaciones que formaban Unidas Podemos empezaron a negociar con Andalucía Por Sí, Más País Andalucía, Verdes Equo Andalucía e Iniciativa del Pueblo Andaluz, que habían formado en paralelo otra coalición denominada Andaluces Levantaos. El 25 de abril se anunció que ambas coaliciones se fusionarían para presentar una lista única denominada Por Andalucía, aunque las negociaciones se alargaron hasta el final del plazo, haciendo que Alianza Verde y Podemos quedasen administrativamente fuera de la coalición, viéndose obligados a apoyarla externamente, con sus candidatos constando en listas como independientes.

## Organización
El máximo órgano de decisión de IULV-CA es la Asamblea Andaluza, que está integrada por una comisión ejecutiva y los delegados de las asambleas de base. La asamblea define la política de IULV-CA y elige a una parte de otros órganos de la federación como son el Consejo Andaluz, la Comisión de Arbitraje y Garantías Democráticas y la Comisión de Control Financiero, así como al candidato a la presidencia de la Junta de Andalucía.
En febrero de 2015 la Candidatura Unitaria de Trabajadores (CUT), partido político cofundador de IULV-CA, abandonó definitivamente Izquierda Unida debido a su desacuerdo con la «política de pactos» que a su juicio la federación andaluza estaba llevando a cabo con el PSOE.

## Resultados electorales

### Elecciones autonómicas
| Elecciones | Escaños | ±           | Posición | Votos   | %      | Gobierno                | Líder             | Notas                                       |
| ---------- | ------- | ----------- | -------- | ------- | ------ | ----------------------- | ----------------- | ------------------------------------------- |
| 1982       | 8/109   | 8           | 4.º      | 243 344 | 8,57%  | Oposición               | Felipe Alcaraz    | Como PCE                                    |
| 1986       | 19/109  | 11          | 3.º      | 598 889 | 17,91% | Oposición               | Julio Anguita     | Como IU-CA                                  |
| 1990       | 8/109   | 11          | 3.º      | 349 640 | 12,73% | Oposición               | Felipe Alcaraz    | Como IU-CA                                  |
| 1994       | 20/109  | 12          | 3.º      | 689 815 | 19,14% | Oposición               | Luis Carlos Rejón |                                             |
| 1996       | 13/109  | 7           | 3.º      | 603 495 | 14,06% | Oposición               | Luis Carlos Rejón |                                             |
| 2000       | 6/109   | 7           | 3.º      | 327 435 | 8,21%  | Oposición               | Antonio Romero    |                                             |
| 2004       | 6/109   | Sin cambios | 3.º      | 337 030 | 7,61%  | Oposición               | Diego Valderas    |                                             |
| 2008       | 6/109   | Sin cambios | 3.º      | 317 562 | 7,06%  | Oposición               | Diego Valderas    |                                             |
| 2012       | 12/109  | 6           | 3.º      | 438 372 | 11,34% | Coalición con el PSOE-A | Diego Valderas    |                                             |
| 2015       | 5/109   | 7           | 5.º      | 274 518 | 6,86%  | Oposición               | Antonio Maíllo    |                                             |
| 2018       | 6/109   | 1           | 4.º      | 585 949 | 16,19% | Oposición               | Antonio Maíllo    | Dentro de Adelante Antalucía (17 diputados) |
| 2022       | 1/109   | 5           | 4.º      | 281 688 | 7,68%  | Oposición               | Inmaculada Nieto  | Dentro de Por Andalucía (5 diputados)       |

### Elecciones generales
| Congreso de los Diputados |         |   |          |         |        |
| Elecciones                | Escaños | ± | Posición | Votos   | %      |
| 1977a                     | 5/59    |   | 3.º      | 330,250 | 11.28% |
| 1979a                     | 7/59    | 2 | 3.º      | 392,442 | 13.33% |
| 1982a                     | 1/59    | 6 | 3.º      | 211,456 | 6.19%  |
| 1986                      | 3/60    | 2 | 3.º      | 273,008 | 8.1%   |
| 1989                      | 5/61    | 2 | 3.º      | 408,733 | 11.97% |
| 1993                      | 4/61    | 1 | 3.º      | 484,753 | 12.08% |
| 1996                      | 6/62    | 2 | 3.º      | 582,970 | 13.48% |
| 2000                      | 3/62    | 3 | 3.º      | 315,891 | 7.82%  |
| 2004                      | 0/61    | 3 | 3.º      | 287,374 | 6.39%  |
| 2008                      | 0/61    |   | 3.º      | 230,335 | 5.11%  |
| 2011                      | 2/60    | 2 | 3.º      | 360,212 | 8.27%  |
| 2015b                     | 0/61    | 2 | 5.º      | 257,019 | 5.77%  |
| 2016c                     | 2/61    | 2 | 3.º      | 792,008 | 18.62% |
| Abril de 2019d            | 2/61    |   | 4.º      | 654,944 | 14.29% |
| noviembre 2019d           | 2/61    |   | 4.º      | 559,628 | 13.1%  |
| 2023e                     | 3/61    | 1 | 4.º      | 525,371 | 12%    |

a Como Partido Comunista de Andalucía
b Dentro de Unidad Popular (España)
c Dentro de Unidos Podemos (España)
d Dentro de Unidas Podemos
d Dentro de Sumar

## Coordinador General de Izquierda Unida Los Verdes-Convocatoria por Andalucía
- Antonio Maíllo Cañadas es proclamado en julio de 2014 Coordinador General de Izquierda Unida Los Verdes-Convocatoria por Andalucía y candidato a Presidente del Gobierno de La Comunidad Autónoma de Andalucía en las próximas elecciones Autonómicas de Andalucía (en 2016 o 2015).
- Antonio Maíllo gana las primarias abiertas de IULV-CA con un 88,39%
- Al 97% escrutado, la participación sobre el censo total de simpatizantes y militantes se sitúa en el 76,10%, con un total de 10.306 votos emitidos
- Antonio Maíllo Cañadas (Lucena, 1966) ha resultado ganador en las primarias abiertas de IULV-CA para elegir al candidato de la formación a las próximas elecciones autonómicas tras haber conseguido un total de 9.188 votos, lo que supone un 88,39% de los votos emitidos válidos. Por su parte, Laureano Seco ha conseguido 816 votos, un 7,85% del total.
- La participación total se ha situado en el 76,10% del censo, con 10.306 votos emitidos, de los que 10.004 han sido para uno de los dos candidatos, 288 en blanco y 14 votos nulos.
- El censo total se ha establecido en 13542 registros entre militantes y simpatizantes, tras eliminar entradas que no han podido verificarse y duplicidades entre el censo de simpatizantes y militantes.
  - Coordinador General y dirección colegiada de Izquierda Unida Los Verdes-Convocatoria por Andalucía a partir de julio de 2014:
    - Antonio Maíllo Cañadas, Coordinador General
    - Antonio Valero Morales, Secretario de Organización
    - Javier Moreno Gálvez, Secretario de Comunicación
    - Mari Carmen Cantero González, Secretaria de Institucional
    - Álvaro García Mancheño, Adjunto a la Secretaría de Institucional
    - Amanda Meyer Hidalgo, Secretaria de Elaboración y Programa
    - Lucía Márquez Daza, Secretaria de Formación y Estudios
    - José Antonio Castro Román, Portavoz en el Parlamento andaluz
    - José Manuel Mariscal Cifuentes, Coordinador de la Comisión Ejecutiva
    - Diego Valderas Sosa, Responsable de Política Autonómica
    - Isabel Lozano Molina, Responsable de Democracia Paritaria.
    - Natalia Robles Mures, Responsable de Participación
    - Pedro Vaquero del Pozo, Responsable de Nuevo Modelo de Desarrollo
    - Rafael Rodríguez Bermúdez, vocal
    - Elena Cortés Jiménez, vocal
    - Fernando Macías
    - Alberto Garzón
    - Carlos Esteban
    - Presidente/a de Izquierda Abierta Andalucía
    - Presidente de Izquierda Republicana Andalucía
    - Presidente/a Redes Andalucía
    - Juan Manuel Sánchez Gordillo, presidente de la Candidatura Unitaria de Trabajadores (CUT), anteriormente conocida con el nombre de Colectivo de Unidad de los Trabajadores - Bloque Andaluz de Izquierdas (CUT-BAI)